# 1990 QC3
1990 QC3 är en asteroid i huvudbältet som upptäcktes den 28 augusti 1990 av den amerikanske astronomen Henry E. Holt vid Palomarobservatoriet.
Asteroiden har en diameter på ungefär 3 kilometer.